# Szwedzka armia polowa w Danii
Szwedzka armia polowa w Danii – jedna z armii polowych w strukturze organizacyjnej wojska szwedzkiego w połowie XVII wieku (druga operowała w Polsce).
Brała udział w walkach okresu II wojny północnej (1655-1660).

## Skład w lipcu 1657
- 4 pułków jazdy szwedzkiej
- 2 pułków jazdy fińskiej
- 33 pułków jazdy najemnej (w tym rajtaria królowej i rajtaria króla; wiele pułków miało bardzo niskie stany liczebne, kilka regimentów występowało pod nazwą skwadronów)
- 4 pułków piechoty szwedzkiej
- 3 pułków i 2 kompanie piechoty najemnej
- 7 pułków dragonii najemnej (z tego 5 w sile 1 słabej kompanii każdy)